# Вишня (приток Керженца)
Вишня — река в России, протекает в Городском округе Семёновский и городском округе Бор Нижегородской области. Устье реки находится в 81 км по левому берегу реки Керженец. Длина реки составляет 27 км, площадь водосборного бассейна — 250 км².
Исток реки в заболоченном лесном массиве в 36 км к юго-востоку от города Семёнов. Река течёт на юго-запад по ненаселённому заболоченному лесу, входящему в состав Керженского заповедника. Притоки — Вишенка, Гремышка, Ржавка, Песчанка, Костюшко (левые); Ухмантей (правый). Впадает в Керженец у посёлка Рустай.

## Данные водного реестра
По данным государственного водного реестра России относится к Верхневолжскому бассейновому округу, водохозяйственный участок реки — Волга от устья реки Ока до Чебоксарского гидроузла (Чебоксарское водохранилище), без рек Сура и Ветлуга, речной подбассейн реки — Волга от впадения Оки до Куйбышевского водохранилища (без бассейна Суры). Речной бассейн реки — (Верхняя) Волга до Куйбышевского водохранилища (без бассейна Оки).
Код объекта в государственном водном реестре — 08010400312110000034837.